# 馬爾默胡斯省
馬爾默胡斯省（瑞典語：Malmöhus län）是瑞典南部一個已裁撤的省份，首府位於馬爾默，存在時間為1669年至1996年。1997年1月1日，與克里斯蒂安斯塔德省合併為斯科訥省。馬爾默胡斯的名字指省內的馬爾默城堡。

## 城市
- 埃斯勒夫 Eslöv
- 赫爾辛堡 Helsingborg
- 赫加奈斯 Höganäs
- 蘭斯克魯納 Landskrona
- 隆德 Lund
- 馬爾默 Malmö
- 斯卡訥及法爾斯特布 Skanör med Falsterbo
- 特雷勒堡 Trelleborg
- 斯塔德 Ystad